# Роберт Ндіп Тамбе
Роберт Ндіп Тамбе (фр. Robert Ndip Tambe, нар. 22 лютого 1994) — камерунський футболіст, нападник національної збірної Камеруну та словацького клубу «Спартак» (Трнава).

## Клубна кар'єра
До складу клубу «Спартак» (Трнава) приєднався 2016 року.

## Виступи за збірну
2016 року дебютував в офіційних матчах у складі національної збірної Камеруну.
У складі збірної був учасником Кубка африканських націй 2017 року у Габоні.

## Досягнення
- Чемпіон Африки: 2017
- Володар Суперкубка Румунії (1):

ЧФР (Клуж-Напока): 2018
- Володар Кубка Молдови (1):

«Шериф»: 2018-19
- Чемпіон Молдови (1) :

«Шериф»: 2019